# Ржавый ручей
«Ржавый ручей» (англ. Rust Creek) — независимый американский художественный фильм 2018 года, триллер Джен Макгоун с Гермионой Корфилд в главной роли. 
Фильм был снят по сюжету Стью Полларда, который также выступил в роли продюсера. Съёмки проходили в штате Кентукки.
В 2018 году фильм был показан на кинофестивалях, 4 января 2019 года он вышел на Amazon Video и iTunes, а 2 апреля на DVD и Blu-ray.

## Сюжет
Студентка Сойер получает сообщение о приглашении в Вашингтон на интервью по поводу трудоустройства. Она покидает кампус и на машине отправляется на собеседование, однако по дороге слышит о пробке на основном шоссе и сворачивает на небольшую дорогу через лес. Нужного поворота там, однако, не оказывается, и Сойер поворачивает обратно в надежде вернуться на шоссе. Когда она смотрит карту, выйдя из машины, к ней подъезжают двое мужчин, братья Холистер и Бак, которые видели машину девушки из кустов и почему-то опасаются, что она могла заметить их. Холистер приглашает девушку к ним домой, не давая ей сесть в машину. Сойер удаётся вырваться, ранив Бака и разбив нос Холистеру, хотя Бак также ранит её ножом в ногу. Она скрывается от преследования в лесу, где протекает речка под названием Раст-крик (Ржавый ручей). 
Переночевав в лесу, утром Сойер слышит голоса пришедших на её поиски братьев, и видит, как они сталкивают с утёса её автомобиль. Под разбитой машиной она находит выпавший мобильник, но при попытке поймать сеть тот садится. В отчаянии Сойер бредёт куда глаза глядят и теряет сознание от потери крови. Тем временем полицейские из захолустного городка, рядом с которым происходит действие, узнают о брошенном на дороге красном SUV. Когда на следующий день машина исчезает, шериф предлагает успокоиться, но помощник шерифа наводит справки и узнаёт, что машина принадлежит родителям девушки, которая не выходит на связь уже два дня.
Сойер приходит в себя в хижине Лоуэла, одинокого мужчины, который живёт на отшибе в лесу. Она связана, хотя её рана обработана и перевязана. К Лоуэллу в поисках девушки приезжают Холистер и Бак — как оказалось, его кузены. Он утверждает, что её нет, но братья требуют впустить их в дом, где, однако, никого не находят: пока они разговаривали возле дома, Сойер при помощи щёлока растворила верёвку и спряталась. Лоуэлл, однако, затем снова приводит девушку в дом и связывает, но когда она требует освободить её, делает это, оговорив, что найти дорогу через лес она одна не сможет, и что он попытается вывезти её на выходных, когда раздобудет грузовик.
Между тем шериф наносит визит Холистеру и Баку. Становится понятно, что братья работают на шерифа, и все вместе они занимаются наркоторговлей: Лоэулл изготавливает метамфетамин, а братья реализуют его при прикрытии шерифа. Машину с утёса братья столкнули по его приказу, и сейчас он требует у них найти девушку живой или мёртвой. Сам шериф днём заезжает к Лоуэлу, но тот не впускает его в дом, наставив на него ружьё.
Наступает День благодарения. Помощник шерифа случайно слышит телефонный разговор шерифа с Холистером, в котором шериф требует найти труп девушки или убить её. Шериф убивает помощника, а затем инсценирует его исчезновение и подбрасывает бумажник Сойер в шкафчик помощника. В итоге полиция штата решает, что это помощник шерифа причастен к исчезновению Сойер.
Холистер и Бак забирают у Лоуэла готовые наркотики, чтобы отвезти их на продажу. Холистер замечает на пороге у Лоэула чужие следы, и, делая вид, что они уехали, братья неожиданно возвращаются и застают Сойер у Лоуэла. При помощи имеющихся у него химикатов Лоуэл устраивает взрыв, и Бак погибает. Холистер и Лоуэл ранены, а Сойер удаётся убежать в лес. Приезжает шериф, который убивает Лоуэла и Холистера.
Сойер выбегает на шоссе, где её нагоняет машина шерифа. Она садится к нему в машину, но вскоре узнаёт его по его любимой поговорке «Я вождь, ты индеец» (ранее Лоуэл после визита шерифа говорил о нём как о самом опасном человеке, хотя Сойер не видела его и не знала, что это шериф). Шериф предлагает Сойер спуститься к реке, где он пытается утопить девушку, однако она при помощи взятого в доме Лоуэла инструмента типа острой отвёртки убивает его. Сойер выбирается на шоссе и идёт вперёд, а позади неё появляются мигалки полицейских автомобилей.

## В ролях
- Гермиона Корфилд — Сойер Скотт
- Джей Полсон — Лоуэлл Притчерт
- Шон О’Брайан — шериф О’Дойл
- Мика Хауптман — Холлистер
- Дэниэл Р. Хилл — Бак
- Джереми Глейзер — помощник шерифа Ник
- Джон Маршалл Джонс — офицер Слэттери

## Награды
Фильм демонстрировался на ряде кинофестивалей и завоевал несколько наград, в том числе:
- 2018 — Международный кинофестиваль в Сан-Диего — приз в номинации «Лучший триллер»[4]
- 2018 — Международный кинофестиваль на Род-Айленде — гран-при в номинации «Режиссёр-открытие»[5]

## Критика
Фильм получил благоприятные отзывы критиков: так, на Rotten Tomatoes его оценка составила 88% одобрения на основе 41 рецензии.
Джуд Драй (Indiewire) назвал фильм впечатляющим примером хорошо рассказанной истории, восполняющей нехватку бюджета и «звёзд» (англ. an impressive example of good storytelling overriding budget and star power). 
Ноэл Мюррей (Los Angeles Times) отметил затянутость некоторых сцен при хорошей актёрской игре и удачном выборе натуры с видами осенних Аппалачей.